# Tahitian Noni

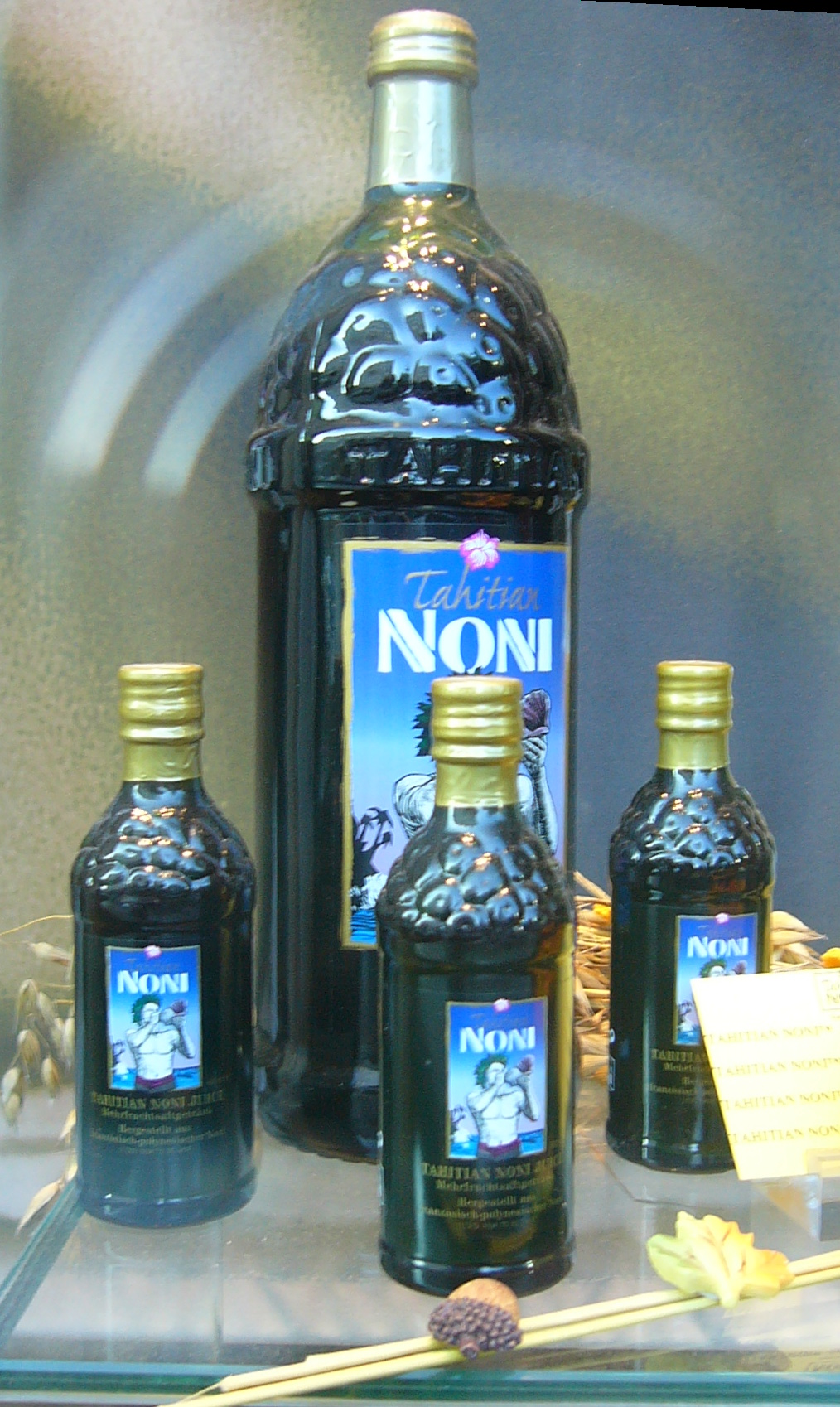
Produkte von Tahitian Noni

Tahitian Noni International, Inc. (TNI) ist ein US-amerikanisches Tochterunternehmen der Morinda Holdings, Inc., mit Hauptsitz in Provo, Utah (USA). Seit der Gründung 1995 durch die beiden Lebensmittelwissenschaftler John Wadsworth und Steven Story, zusammen mit drei Partnern, wird TNI als Privatunternehmen von den fünf Eigentümern geführt. Das Unternehmen hat weltweit das erste Produkt aus der Noni-Frucht, den Tahitian Noni Juice, auf den Markt gebracht und ist heute nach eigenen Angaben Marktführer im Bereich Noni-Produkte.

## Die Produkte
Tahitian Noni International ist Produzent und Vermarkter von Produkten auf Basis der Noni (bot. Morinda citrifolia L.) aus Tahiti und von deren Nachbarinseln.
Das Unternehmen startete im Jahr 1996 in den USA mit dem Verkauf von Noni-Saft (Tahitian Noni Juice). Im Jahr 2003 erhielt TNI für diesen Saft die Novel-Food-Zulassung (Zulassung für den Saft als „neuartiges Lebensmittel“) der Europäischen Behörde für Lebensmittelsicherheit (EFSA) und damit die Genehmigung, den Saft auch in der EU zu vertreiben. Dem voraus ging eine umfangreiche Untersuchung durch den Wissenschaftlichen Lebensmittelausschuss der EU (Scientific Committee on Food, SCF), die dem Saft die Unbedenklichkeit für den menschlichen Verzehr bestätigte. Die Genehmigung betrifft ausschließlich den Noni-Saft, der aus der Frucht gewonnen wird. Andere Bestandteile der Noni, wie beispielsweise deren Blätter, sind in dieser Zulassung nicht eingeschlossen. Das Unternehmen hat bereits weitere Bestandteile der Noni zur Zulassung bei der Europäischen Kommission beantragt. Darunter unter anderem auch Noni-Blätter, die zu Noni-Tee weiterverarbeitet und von TNI in dieser Form in der Schweiz und in Norwegen bereits vertrieben werden. Mit der öffentlichen Bekanntgabe der EFSA zur „Sicherheit von Noni-Blättern für Tee“ am 11. August 2008 sind nun auch diese in der EU zur Verwertung als Tee zugelassen.
Für Produkte aus dem Körperpflegebereich wird insbesondere das Samenöl der Noni sowie Noni-Blattsaft-Konzentrat verwendet. Die heutige Produktpalette des Unternehmens umfasst neben dem Noni-Saft auch Kosmetik, ein Gewichtsmanagement-System, Nahrungsergänzungsmittel, Getränke sowie Ergänzungsfuttermittel für Tiere.

## Der Vertrieb
Das Unternehmen ist im Network-Marketing angesiedelt und vertreibt seine Produkte in erster Linie über unabhängige Vertriebspartner. Diese kaufen die Produkte zum Großhandelspreis beim Unternehmen ein und veräußern die Produkte zum Endkundenpreis weiter. Das Produkt steht im Mittelpunkt des Geschäfts und soll den Aufbau einer langfristigen Verkäufer-Kundenbeziehung ermöglichen. Auch deshalb sollte nach Unternehmensangaben im Idealfall jeder Vertriebspartner zugleich Konsument der Produkte sein, da die eigene Erfahrung und Zufriedenheit mit den Produkten das überzeugendste Argument darstelle. Es steht Vertriebspartnern offen, Kunden nicht nur für die Produkte, sondern auch für das Geschäft zu interessieren und so aus reinen Abnehmern neue Vertriebspartner oder Empfehlungsgeber zu entwickeln. Alle Vertriebspartner generieren ihren Verdienst nicht nur aus der Marge zwischen Einkaufs- und Verkaufspreis, sondern auch über einen per Marketingplan geregelten Verteilungsschlüssel aus ihrer gesamten Organisation bestehend aus Endverbrauchern und Geschäftspartnern.

## Endkundengeschäft
Da viele ursprünglich als Vertriebspartner registrierte Kunden des Unternehmens in erster Linie Konsumenten und nicht zwangsläufig an einem Geschäftsaufbau interessiert waren, führte TNI Ende 2006 das Endkundenprogramm ein. Auf diesem Weg können Interessenten die Produkte auch direkt über das Unternehmen beziehen, ohne einen persönlichen Kontakt zu einem der Vertriebspartner. Endkunden bestellen direkt bei dem Unternehmen und erhalten die Ware direkt vom Unternehmen.
TNI gewährt auf seine Produkte sowohl für Vertriebspartner, wie auch für Endkunden, eine Zufriedenheits- und Geld-zurück-Garantie. Diese kann innerhalb der ersten 60 Tage nach Erwerb des Produktes ohne Angabe von Gründen in Anspruch genommen werden. TNI betreibt eigene Ladengeschäfte (zum Beispiel in München) sowie Online-Shops.
Ländervertretungen
Tahitian Noni International ist in 30 Ländern vertreten, darunter in den USA (Provo), Deutschland (München, Köln), Österreich (Wien), Schweiz (Thalwil), Ukraine (Kiew), Ungarn (Budapest), Kroatien (Zagreb), England (London), Norwegen (Oslo), Schweden (Stockholm), Russland (Moskau), Japan (Fukuoka, Tokio), China (Shanghai).
Produktionsstätten
Das Unternehmen besitzt und betreibt Produktionsstätten in Tahiti, USA, Japan, China und Deutschland.
Restaurants
Mit seinen eigenen Restaurants „Tahitian Noni Café“ und „Motu’s Tahitian Noni Island Grill“, die Pacific Cuisine anbieten, ist das Unternehmen in den USA, Brasilien, Taiwan und Japan vertreten.
Verbands-Mitgliedschaften
Tahitian Noni International ist Mitglied in diversen Verbänden für Direktvertrieb, wie dem Unternehmensverband Direktvertrieb e. V. (UVDV) in Deutschland, der Federation of European Direct Selling Associations (FEDSA) in Europa sowie der amerikanischen Direct Selling Association (DSA).

## Kritik
In der Vergangenheit geriet das Unternehmen häufig in die Kritik, da Vertriebspartner insbesondere im Zusammenhang mit dem Verkauf des Tahitian Noni Juices gesundheitsbezogene Aussagen tätigten, die rechtlich nicht zulässig sind. Auch von Unternehmensseite her wird dieses Vorgehen nicht unterstützt, ist laut Richtlinienhandbuch des Unternehmens untersagt und wird gegebenenfalls disziplinarisch geahndet. Zitat aus dem Richtlinienhandbuch: „TNI verbietet es den Distributoren ausdrücklich, therapeutische oder medizinische Behauptungen über ein Tahitian Noni Produkt aufzustellen. TNI stellt genehmigte Schriften für den Verkauf oder die Präsentation ihrer Produkte zur Verfügung. Jede Behauptung über medizinische Kuren und Behandlungen oder jede Art von Rezeptur ist streng verboten. …“ Vertriebspartner, die gegen die Richtlinien des Unternehmens verstoßen, werden von dessen Richtlinienabteilung abgemahnt und können ihres Vertriebsrechtes entbunden werden.

### Negative Schlagzeilen
Deutschland/Österreich bis 2005
2005 geriet Tahitian Noni International in die Schlagzeilen, zwei veröffentlichte Studien bewiesen, dass Noni-Saft die Ursache vieler Leberschädigungen bei mehreren Patienten ist. Daraufhin hat die Europäische Behörde für Lebensmittelsicherheit bzw. deren Wissenschaftliches Gremium für diätetische Produkte, Ernährung und Allergien (NDA) geprüft, ob eine Neubewertung von Noni-Saft erforderlich sei. In seiner Stellungnahme vom 1. September 2006 gelangte das Gremium zu der Auffassung, dass es keinen überzeugenden Beweis für einen Zusammenhang zwischen dem Auftreten von akuter Leberentzündung in den beschriebenen Fällen und dem Verzehr von Noni-Saft gibt. Die Auswertung der Einzelfälle schien darauf hinzuweisen, dass das Auftreten von akuten Leberentzündungen auf die Aufnahme anderer Stoffe (z. B. Arzneimittel, Pflanzendrogen, Alkohol) zurückzuführen war. Dieser Beurteilung schloss sich das Bundesinstitut für Risikobewertung (BfR) an und unterstrich die Stellungnahme der EFSA in einer am 28. September 2006 aktualisierten Version seiner Information (Nr. 045/2006) vom 6. März 2006.
Spanien bis 2008
Im Januar 2008 warnten die Agencia Española de Seguridad Alimentaria y Nutrición (AESAN) sowie die Consejería de Salud de la Junta de Andalucía davor, nicht EU-konform etikettierte Flaschen des Tahitian Noni Juice zu konsumieren, solange das Gesundheitsministerium auf toxikologische Befunde zu einem Todesfall in Spanien nach Noni-Saft-Konsum warte. Wie sich herausstellte, enthielten zwei Flaschen, die bei dem Toten konfisziert und vom Instituto Nacional de Toxicología untersucht wurden, nicht unerhebliche Mengen an Kokain. Auch Proben, die dem Verstorbenen entnommen und untersucht wurden, wiesen Spuren von Kokain auf. Wie der Mann an die manipulierten Flaschen gelangte, ist Gegenstand polizeilicher Ermittlungen in Spanien. Nachgewiesen werden konnte, dass er die Flaschen nicht über offizielle Kanäle bezogen hatte. Die spanischen Behörden ermahnten ihre Bevölkerung, den Saft nur über die offiziellen Vertriebswege des Unternehmens zu beziehen.